# Doktorn (Doctor Who)
Se även The Doctor (Star Trek).
Doktorn (engelska: The Doctor), är en fiktiv person och huvudrollen i den brittiska TV-serien Doctor Who.
Doktorn tillhör det utomjordiska folkslaget tidsherrar (engelska Timelords) och har därför möjlighet att färdas i tid och rum i en farkost kallad TARDIS. Han kommer från planeten Gallifrey.
Då den första skådespelaren att gestalta Doktorn, William Hartnell, kände sig tvungen att lämna serien införde man en detalj till Doktorns egenskaper. Om doktorn, eller någon annan tidsherre, är nära att dö kan han välja att återfödas i ny gestaltning (dock genast som vuxen). Hur den nya gestalten ser ut eller beter sig är inget man vet på förhand. Hans art besitter förmågan att byta kön, vilket gör att Doktorn även kan spelas av kvinnliga skådespelare.
Detta, tillsammans med det faktum att serien alltid varit omåttligt populär i ursprungslandet, har gjort att man fortfarande idag har nya doktorer. Sedan starten 1963 har dessa skådespelare gestaltat doktorn:
- William Hartnell som den första Doktorn (1963–1966)
- Patrick Troughton som den andra Doktorn (1966–1969)
- Jon Pertwee som den tredje Doktorn (1970–1974)
- Tom Baker som den fjärde Doktorn (1974–1981)
- Peter Davison som den femte Doktorn (1981–1984)
- Colin Baker som den sjätte Doktorn (1984–1986)
- Sylvester McCoy som den sjunde Doktorn (1987–1989, 1996)
- Paul McGann som den åttonde Doktorn (1996)
- John Hurt som ''war Doctor'' (50-årsjubileumsavsnitten, 2013)
- Christopher Eccleston som den nionde Doktorn (2005)
- David Tennant som den tionde Doktorn (2005–2010) och den fjortonde Doktorn (2022–2023)
- Matt Smith som den elfte Doktorn (2010–2013)
- Peter Capaldi som den tolfte Doktorn (2013–2017)
- Jodie Whittaker som den trettonde Doktorn (2017–2022)
- Ncuti Gatwa som den femtonde Doktorn (2023–)

Vid två tillfällen har även andra skådespelare fått spela rollen som den första Doktorn, vars ursprungsskådespelare William Hartnell dog 1975. Richard Hurndall fick 1983 spela rollen i specialavsnittet 'De fem Doktorerna' (Engelska: The Five Doctors) som spelades in för tv-seriens tjugoårsjubileum. Den 25 december 2017 spelade David Bradley samma roll i julspecialen 'Det var två gånger' (Engelska: Twice Upon a Time). Han återvände även till rollen 2022 i avsnittet "The Power of the Doctor". David Bradley har tidigare spelat William Hartnell och hans inkarnation av Doktorn i dramadokumentären 'Ett äventyr i tiden och rymden' (Engelska: An Adventure in Time and Space). Jo Martin har även spelat Doktorn som en tidigare okänd inkarnation av huvudrollen som först dyker upp i avsnittet 'The Fugitive of the Judoon' från 2020.
Alla Doktorer har ett eget temperament, sin egen klädsel (mest känd är Tom Bakers långa halsduk), och ofta helt egna följeslagare. Tom Baker spelade Doktorn längst (sju år), medan McGann var den ende att bara spela doktorn i en enda film. Eccleston hade kortaste perioden på TV med bara en säsong.
I Paul McGanns film Doctor Who säger Doktorn att han bara har tretton liv och att han är till hälften människa. Detta ifrågasätts dock av fans till serien som menar att det säger emot vad som tidigare var känt om doktorn. Det har dock fastställts i den gamla serien i storyn The Deadly Assassin att tidsherrar har tretton liv men Doktorn har aldrig antytt att han varit till någon del människa. Tvärtom avslöjas i avsnittet Journey's End att en människa-tidsherrehybrid är omöjlig.
I andra produktioner har andra gestaltat Doktorn men dessa räknas som inofficiella och ingår därför inte i räkningen. Några exempel är Peter Cushing (Star Wars) och Rowan Atkinson (Mr. Bean).
Ecclestons första säsong innehöll för första gången ett musikstycke som fungerade som Doktorns "tema" men som inte hade några större samband med seriens välkända huvudtema.

### Fotnoter
1. ↑  Martin Halldin (22 november 2013). ”Doktorn firar 50 år” (på svenska). ETC Göteborg. http://www.etc.se/noje/doktorn-firar-50-ar. Läst 5 november 2017.
2. ↑  Robin Stjernberg (21 juli 2017). ”BBC slår ifrån mot "Doctor Who"-kritiken” (på svenska). Göteborgsposten. http://www.gp.se/n%C3%B6je/tv/bbc-sl%C3%A5r-ifr%C3%A5n-mot-doctor-who-kritiken-1.4464992. Läst 5 november 2017.